# Nosy Be
Nosy Be o Nossi-bé è un'isola poco al largo della costa nordoccidentale del Madagascar. Appartiene alla provincia di Antsiranana, e conta 60 000 abitanti.
In lingua malgascia, "nosy be" significa "grande isola". Storicamente, all'isola furono attribuiti diversi nomi nel corso dei secoli. All'inizio del periodo coloniale, nel XVII secolo, l'isola veniva chiamata Assada. Nomi malgasci alternativi sono Nosy Manitra ("isola profumata") o Antsirambazaha.

## Storia
I primi abitanti di Nosy Be erano di etnia Sakalava; in seguito giunsero sull'isola piccoli gruppi di Antankarana, Zafinofotsy, abitanti delle Comore, indiani e Antandroy. Fu annessa al regno di Radama intorno al 1837.

## Economia
Nosy Be è uno dei poli turistici principali del Madagascar. Altra risorsa importante è l'agricoltura: vi si coltivano, fra l'altro, caffè, cacao, vaniglia, cannella, graviola e ylang-ylang, da cui si estrae un'essenza usata nell'industria dei profumi (proprio da queste coltivazioni derivava il nome "isola profumata"). Fino a pochi anni fa, si coltivava anche canna da zucchero.

## Infrastrutture e trasporti
L'isola è dotata di un aeroporto (Fascene - codice aeroportuale IATA: NOS).
La strada che parte dall'aeroporto passa per Andoany e Dzamandzar due dei centri abitati più importanti dell'isola. Il mezzo di trasporto più comune sull'isola sono le biciclette che si vedono in gran quantità. Le Renault, simbolo del passaggio francese, abbondano ed in particolare la Renault 4. I taxi più comuni sono degli Apecar di colore giallo che si vedono muoversi agilmente. La compagnia di trasporti più famosa sull'isola è la RCM.

## Geografia fisica

### Territorio

Nosy Be

Nosy Be è un'isola vulcanica, situata alla latitudine sud 13° 21' e longitudine est 40° 21', a circa 8 km dalla costa del Madagascar, nel canale di Mozambico. Ha un'area complessiva di 300 km² e il punto più alto, costituito dal monte Lokobe, è 450 m s.l.m. Il capoluogo dell'isola è la città di Andoany, nota nel periodo coloniale come Hell-Ville, dal nome dell'ammiraglio francese Anne Chrétien Louis de Hell.
È circondata da un arcipelago di altre isole minori fra cui Nosy Komba (celebre per i lemuri macaco), Nosy Sakatia, Nosy Tanikely, Nosy Mitsio, Nosy Raty, Nosy Fanihy, Nosy Faly, Nosy Mamoko e Nosy Iranja, nonché numerosi isolotti disabitati come Nosy Kivongy, Nosy Antsoha e Nosy Ankazoberavina.
Sull'isola di Nosy Be ci sono undici laghi vulcanici, che costituiscono un'importante risorsa d'acqua per la coltivazione e un ottimo habitat per i coccodrilli. Il paesaggio è molto vario e dominato da grandi colline e rilievi minori, come il già menzionato Lokobe e il monte Passot (350 m). La costa è frastagliata e ricca di insenature e piccole baie.

### Clima
Il clima di Nosy Be è ideale per il turismo. 27 gradi di media con percentuali molto basse di umidità. Il Massiccio di Tsaratanana protegge l'isola dai forti venti di nord est che colpiscono il Madagascar in agosto, e le acque del canale di Mozambico sono calde in tutte le stagioni dell'anno. In estate (dicembre, gennaio e febbraio e marzo) l'umidità è elevata a causa delle piogge notturne e del caldo del giorno; nello stesso periodo l'isola, soprattutto la costa orientale, può essere interessata dal passaggio di cicloni.

## Ambiente

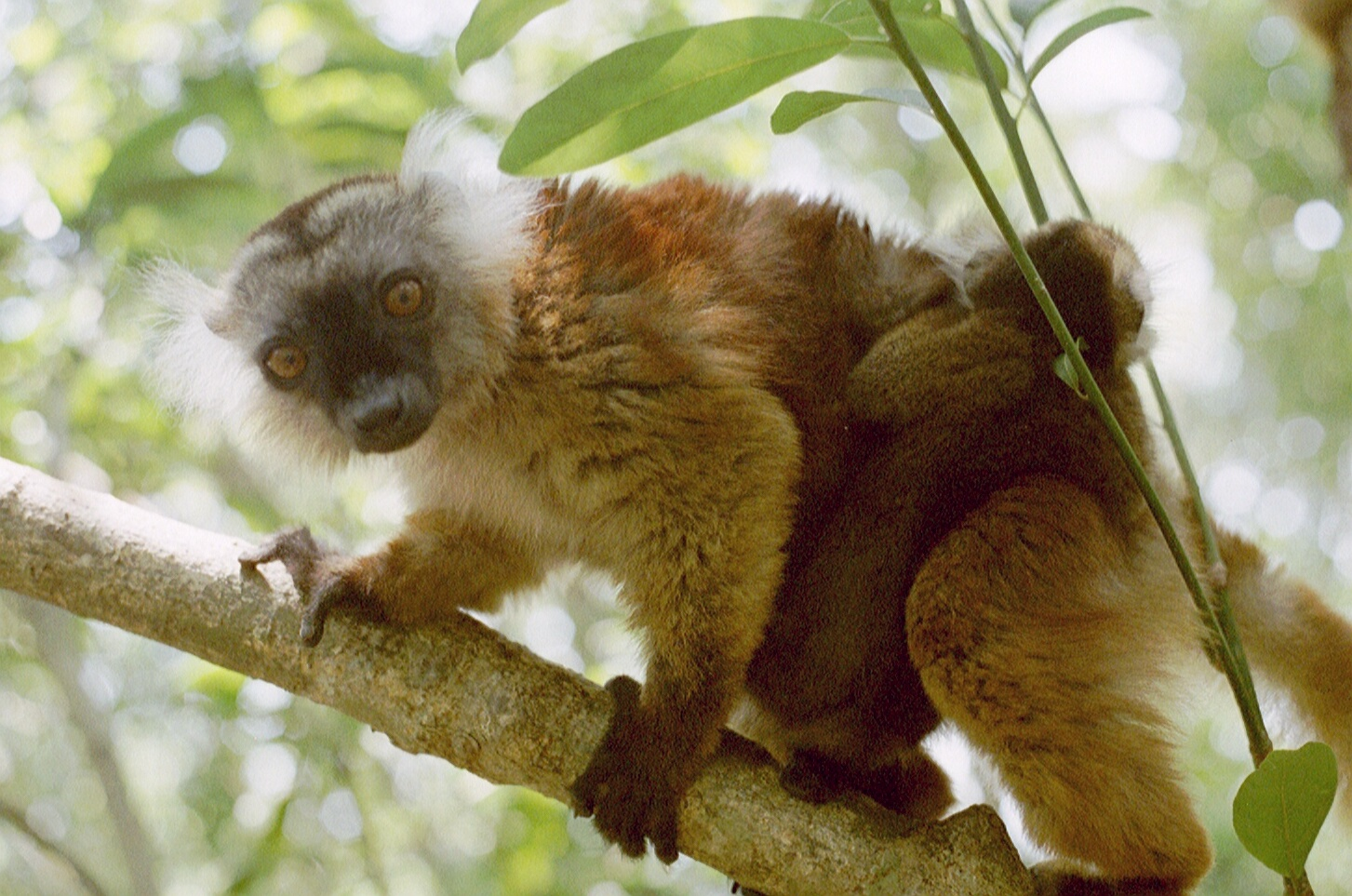
Femmina di lemure macaco con cucciolo - Riserva di Lokobe

L'isola ospita la Riserva naturale di Lokobe, una delle cinque riserve naturali integrali del Madagascar, che protegge quanto rimane della foresta pluviale tropicale che un tempo ricopriva interamente l'isola.

### Fauna
Su Nosy Be sono presenti diverse specie di primati tra cui alcuni endemismi quali il lemure macaco (Eulemur macaco), il lepilemure di Nosy Be (Lepilemur tymerlachsoni) e il microcebo di Claire (Microcebus mamiratra).

Tra le specie dell'erpetofauna (7 differenti specie di anfibi e 34 specie di rettili) meritano una menzione uno dei camaleonti più piccoli del mondo (Brookesia minima) e la rana più piccola del mondo (Stumpffia pygmaea), gli endemici Heterixalus tricolor, Boophis brachychir, Boophis jaegeri e Cophyla milloti, e infine l'Hoplobatrachus tigerinus, anfibio originario del subcontinente indiano.

Accertata inoltre la presenza sull'isola di 36 diverse specie di molluschi tra cui alcuni endemismi (Tropidophora felicis, Sitala brancsiki, Sitala filomarginata e Ampelita stumpffi).

### Mangrovie
L'isola presenta oltre 945 ettari di mangrovie, costituite prevalentemente da popolazioni di Rhizophora mucronata, che ospitano comunità di crostacei, molluschi, echinodermi e cefalopodi, oltre a numerose specie di uccelli marini.